# Capidava dubia
Capidava dubia är en spindelart som beskrevs av Lodovico di Caporiacco 1947. Capidava dubia ingår i släktet Capidava och familjen hoppspindlar. Inga underarter finns listade.